# 佐多直大
佐多 直大 （さた なおひろ、1902年1月5日 - 1970年2月7日）は、日本の海軍軍人。最終階級は海軍大佐。

## 来歴・人物
鹿児島県出身。父の陸軍士官佐多武彦の任地熊本市で誕生し、父の転任に伴い姫路、篠山、鹿児島、那覇などに居住。
大正11年6月1日、海軍兵学校（50期）を卒業。遠洋航海（ブラジル・アルゼンチン等）。
大正12年9月20日少尉任官、長門乗組、水雷・砲術学校普通科学生、常盤乗組。
大正14年9月21日、飛行学生拝命（13期）霞ケ浦航空隊入隊アプロ陸上練習機で訓練（約4ケ月、20時間で単独飛行）。
大正14年12月1日、任.中尉、中間練習機訓練、高高度飛行、霞ケ浦－各務原飛行。
大正15年5月29日、飛行学生卒業、横須賀海軍航空隊附（13式艦上攻撃機専修）。
昭和15年、任.海軍中佐。
昭和16年、加賀飛行長に就任。真珠湾攻撃に参加。
昭和19年、任.海軍大佐。
昭和19年7月10日から8月20日まで九州海軍航空隊司令に在任。
同年10月10日から終戦まで七六三空司令。クラーク飛行場十六戦区司令。
戦後、南日本航空設立に関わった。

## 家族
- 父は陸軍中将佐多武彦、
- 叔父に大阪医科大学学長佐多愛彦。
- 義兄に陸軍中将原田義和、新日鉄専務取締役有田通元、海軍大佐藤田正路、陸軍中佐姫田虎之助。

## 演じた俳優
- 持田京介 - 映画「あゝ決戦航空隊」[2]